# Döderhult

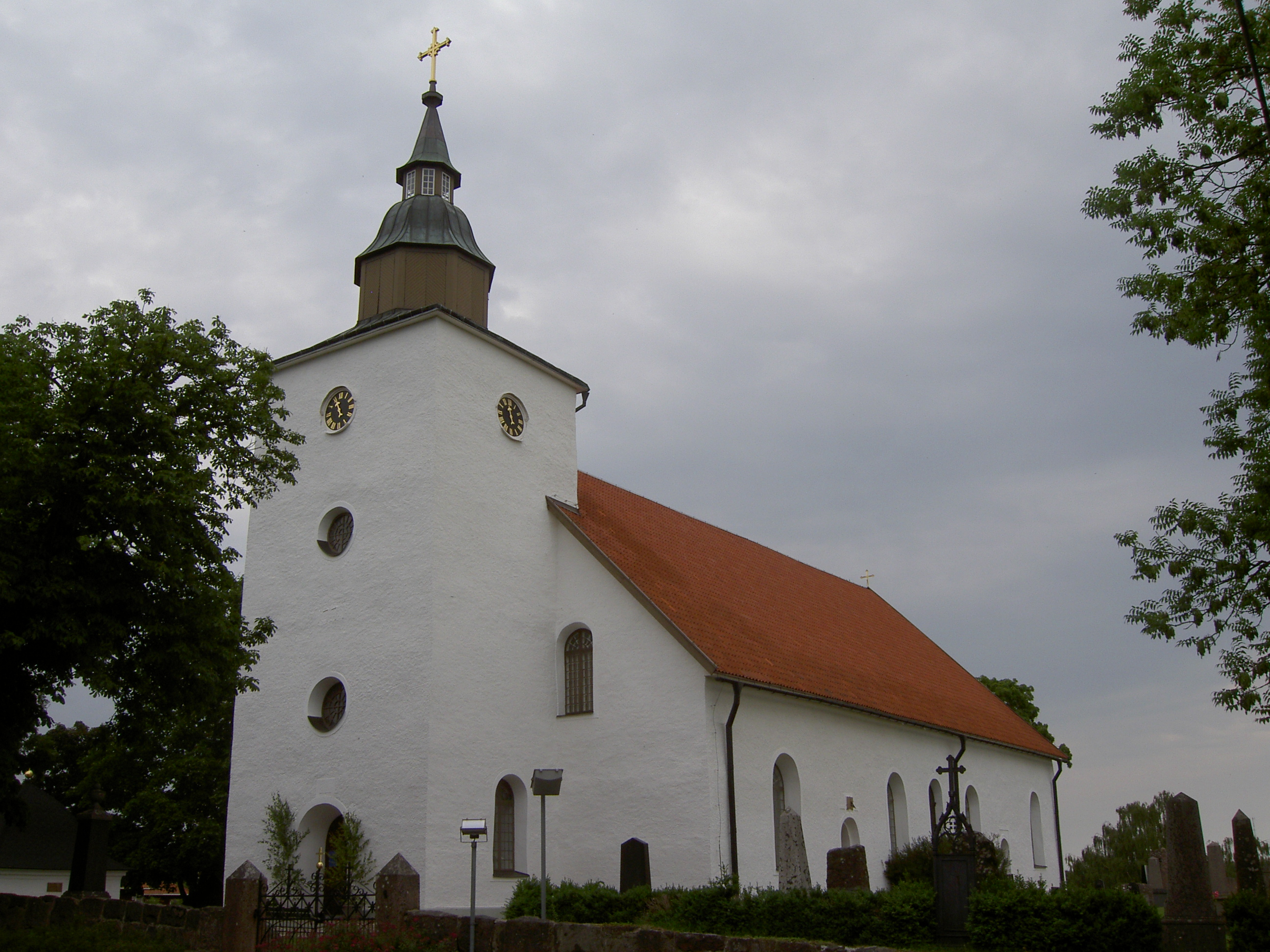
Döderhults kyrka.

Döderhult är en stadsdel i Oskarshamns tätort, Kalmar län och kyrkby i Döderhults socken, belägen i västra dalen av Döderhultsdalen.
I orten återfinns Döderhults kyrka. Till stadsdelen Döderhult räknas förenklat allt väster om E22:an. 
Bebyggelse har funnits länge i området, men tog särskild fart under 1960–1970-talen då flera småhusområden byggdes. Vidare återfinns Rödsleskolan i stadsdelen, grundskola för barnen i området och för barn i högstadieåldern från delar av övriga kommunen. Bebyggelsen följer ett ovalformat stråk in mot land med en stor parkdalgång i mitten. Söder om Riksväg 37/Riksväg 47 finns ett mindre industriområde.

## Historia

### Administrativa tillhörigheter
Döderhult har historiskt tillhört Döderhults socken. I samband med kommunreformen 1863 bildade socknen Döderhults landskommun. Landskommunen inkorporerades i Oskarshamns stad den 1 januari 1969. Staden ombildades i sin tur till Oskarshamns kommun den 1 januari 1971.

### Befolkningsutveckling
| Befolkningsutvecklingen i Döderhult 1960–1960                                                                              | Befolkningsutvecklingen i Döderhult 1960–1960 | Befolkningsutvecklingen i Döderhult 1960–1960 | Befolkningsutvecklingen i Döderhult 1960–1960 | Befolkningsutvecklingen i Döderhult 1960–1960 |
| --- | --------------------------------------------- | --------------------------------------------- | --------------------------------------------- | --------------------------------------------- |
| |                                               |                                               |                                               |                                               |
| År |                                               |                                               | Folkmängd                                     | Areal (ha)                                    |
| 1960 | 1960                                          |                                               | 1 638                                         | 161                                           |
| Anm.: Före 1960 uppdelad på tätorterna/befolkningsagglomorationerna Norrby och Svalliden. Sammanvuxen med Oskarshamn 1965. |                                               |                                               |                                               |                                               |

| Befolkningsutvecklingen i Norrby 1945–1950                                                                               | Befolkningsutvecklingen i Norrby 1945–1950 | Befolkningsutvecklingen i Norrby 1945–1950 | Befolkningsutvecklingen i Norrby 1945–1950 | Befolkningsutvecklingen i Norrby 1945–1950 |
| --- | ------------------------------------------ | ------------------------------------------ | ------------------------------------------ | ------------------------------------------ |
| |                                            |                                            |                                            |                                            |
| År |                                            |                                            | Folkmängd                                  |                                            |
| 1945 | 1945                                       |                                            | 227                                        | ##                                         |
| 1950 | 1950                                       |                                            | 235                                        | ##                                         |
| Anm.: Sammanvuxen med Svalliden för att bilda tätorten Döderhult 1960. ## Som tätort/befolkningsagglomeration 1920–1950. |                                            |                                            |                                            |                                            |

| Befolkningsutvecklingen i Svalliden 1945–1950                                                                | Befolkningsutvecklingen i Svalliden 1945–1950 | Befolkningsutvecklingen i Svalliden 1945–1950 | Befolkningsutvecklingen i Svalliden 1945–1950 | Befolkningsutvecklingen i Svalliden 1945–1950 |
| --- | --------------------------------------------- | --------------------------------------------- | --------------------------------------------- | --------------------------------------------- |
| |                                               |                                               |                                               |                                               |
| År |                                               |                                               | Folkmängd                                     |                                               |
| 1945 | 1945                                          |                                               | 647                                           | ##                                            |
| 1950 | 1950                                          |                                               | 867                                           | ##                                            |
| Anm.: Sammanvuxen med Norrby för att bilda Döderhult 1960. ## Som tätort/befolkningsagglomeration 1920–1950. |                                               |                                               |                                               |                                               |